# マーカス・クーン
マーカス・クーン（Markus Kuhn 1986年5月5日- ）は、ドイツのバーデン＝ヴュルテンベルク州ライン＝ネッカー郡ヴァインハイム出身の元アメリカンフットボール選手。

## 経歴
15歳の時にアメリカンフットボールを始めた。地元のヴァンハイム・ロングホーンズでアウトサイドラインバッカー、ディフェンシブラインマンとしてプレーした後、父親と共に奨学金のオファーを得ようとアメリカ東海岸を旅し、ノースカロライナ州立大学から奨学金のオファーを受けて入学した。2007年にはスポーティングニュースから、フレッシュマンオールアメリカンに選ばれた。2008年には3試合に先発出場した。チームはこの年ボウルゲームに出場したが、彼は肩の怪我のため23プレーにのみ出場した。
2011年には45タックル、4.5サックをあげた。
2012年のNFLドラフト7巡239位でニューヨーク・ジャイアンツに指名された。ヨーロッパ出身の選手がNFLドラフトで指名されるのはオランダ出身のロメオ・バンディソン、ドイツ出身のセバスティアン・ボルマーに続いて彼で3人目であった。
労働ビザが間に合わず、ミニキャンプやOTAを欠席したが、開幕ロースター53人の中に残った彼は、9月5日のダラス・カウボーイズとの開幕戦に出場し1タックルをあげた。10月7日のクリーブランド・ブラウンズ戦で初先発、第10週のシンシナティ・ベンガルズ戦でACLを断裂し、シーズン絶望となった。
2017年1月27日に現役引退を表明した。